# ASOR Hack Team
ASOR Hack Team é um grupo hacker brasileiro que atuam como uma célula do movimento Anonymous.

## Operações
O grupo já participou de operações da Anonymous, mas também faz ataques por si próprio.

### CADE
Em Janeiro de 2016, o grupo invadiu o banco de dados do CADE (Conselho Administrativo de Defesa Econômica) e publicou dados com logins e senhas de usuários do sistema governamental.
Os mesmos afirmam que o ato foi uma resposta ao veto da presidente Dilma Rousseff à auditoria da dívida pública.

### Claro
No dia 23 de Agosto de 2016 o grupo vazou informações pessoais sobre o presidente e outros executivos da operadora de telefonia Claro. Ato que faz parte da OpOperadoras, operação da Anonymous contra o limite de dados da internet fixa.